# H2O, espace de sciences
H2O, espace de sciences est un ancien espace de culture scientifique situé sur les quais de la Seine, à Rouen, en Normandie, situé dans l'ancien hangar 2 du port en bord de Seine entre le pont Guillaume-le-Conquérant et le pont Gustave-Flaubert.
Au rez-de-chaussée, à l’image de la Bulle d’Agglo (réalisé pendant l'Armada 2008 dans ce même hangar) a été créé un lieu consacré à la science s'inspirant de la Cité des sciences et de l'industrie de la Villette à Paris qui a assisté la Communauté d'agglomération Rouen-Elbeuf-Austreberthe dans l’élaboration de sa programmation. À l'étage, un auditorium de 200 places a été aménagé pour accueillir des conférences et des colloques. Il est équipé d’une sonorisation de haute qualité, d’un système de traduction simultanée et d'une salle de presse.
L'espace H2O ferme en 2014 pour être annexé au Panorama XXL, lieu culturel ouvert le 20 novembre 2014 et consistant en des panoramas en trompe-l'œil peints circulairement par Yadegar Asisi sur le mur intérieur d'une rotonde de 28 mètres de haut pour 34 mètres de diamètre.